# Дарусенков Олег Тихонович
Олег Тихонович Дарусенков (4 червня 1932, Смоленськ — 11 грудня 2022, Даллас) — радянський і російський дипломат, Надзвичайний і Повноважний Посол.

## Біографія
Народився 4 червня 1932 року в місті Смоленську (нині Російська Федерація). 1956 року закінчив Московський державний інститут міжнародних відносин.
У 1956—1966 роках — співробітник центрального апарату Міністерства закордонних справ СРСР, посольств у Мексиці та Кубі. У 1966—1989 роках — очолював сектор Куби у Відділі зі зв'язків із комуністичними і робітничими партіями соціалістичних країн Центрального комітету КПРС. У 1989—1990 роках — заступник директора Латиноамериканського департаменту Міністерства закордонних справ СРСР. Одночасно протягом 1980—1990 років був віцепрезидентом Товариства радянсько-кубинської дружби; на початку 1980 років був редактором енциклопедичного видання «Латинська Америка».
З 7 березня 1990 року по 24 травня 1994 року — Надзвичайний і Повноважний Посол СРСР (із 1991 — Російської Федерації) у Мексиці. Після 1994 року залишився в Мексиці, де працював віцепрезидентом телекомпанії Televisa. Потім перебрався в Техас (США). Помер у Далласі 11 грудня 2022 року.